# Татул
Тату́л (вірм. Թաթուլ) — село в марзі Арагацотн, на заході Вірменії. Село раніше називалося «Арег», але було перейменоване на честь Національного героя Вірменії та учасника визвольної війни за незалежність Нагірно-Карабаської Республіки Крпеяна Татула
Село розташоване за 7 км на захід від міста Таліна. За 6 км на північний захід розташоване село Ацашен, а в 4 на південь розташоване село Барож. Всевірменський фонд «Айастан» здійснює програму будівництва котельні та системи опалення сільської школи. Клімат сухий та спекотний.